# Rhoifolin
Rhoifolin con fórmula química C27H30O14, es un compuesto químico. Se trata de una flavona, un tipo de flavonoide aislado de Boehmeria nivea, hierba o de ramio China (hoja), a partir de Citrus limon, Cantón de limón (hoja), a partir de Citrus x aurantium, el bigarade o naranja amarga (planta), a partir de Citrus x paradisi, el pomelo (hoja), de Ononis campestris, del Sabal serrulata, la serenoa o fruta sabal (planta).